# Pieśni Sługi Jahwe

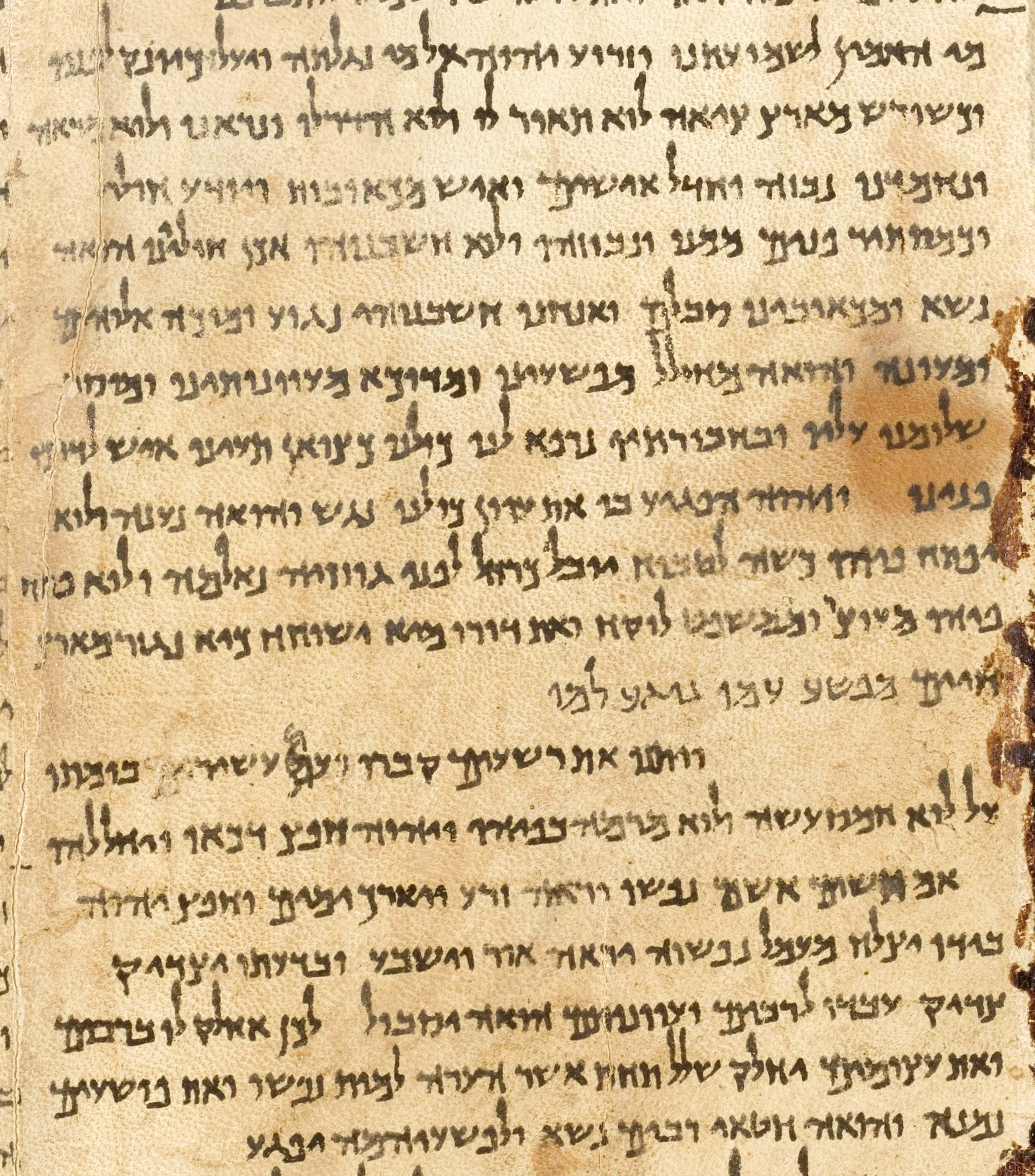
Fragment fotograficznej reprodukcji Wielkiego Zwoju Izajasza, przedstawia cały rozdział Iz 53. Znaleziony w Qumran, napisany prawdopodobnie przez skrybę esseńczyków ok. II w. przed Chr. Jest starszy o ponad 1000 lat od najstarszych rekopisów masoreckich. Przedstawiony fragment zawiera niewielkie różnice w porównaniu z tekstem masoteckim.

Pieśni Sługi Jahwe – cztery utwory wyodrębnione z Księgi Izajasza, redakcji Izajasza (lub Deutero-Izajasza). Powstały prawdopodobnie w VI w. p.n.e.
- Pierwsza pieśń Sługi Jahwe Iz 42, 1-7 (1-9)
- Druga pieśń Sługi Jahwe Iz 49, 1-6 (1-9a)
- Trzecia pieśń Sługi Jahwe Iz 50, 4-9 (4-11)
- Czwarta pieśń Sługi Jahwe Iz 52,13 - 53,12[2]

Postać Sługi Jahwe (Cierpiący Sługa Jahwe) przez wielu biblistów jest interpretowana jako zapowiadany Mesjasz.